# Kernyécsa
Kernyécsa románul: Cârnecea, falu Romániában, a Bánságban, Krassó-Szörény megyében.

## Fekvése
Oravicabányától északra fekvő település.

## Története
Kernyécsa nevét 1597-ben említette először oklevél Olakarnicza,  Kernecza néven. 1690–1700 között Kornyacsa, 1717-ben Kinaza, 1808-ban Kernécsa, Kernjecsa, Kernyécsa, 1851-ben Kernyecsa, 1913-ban Kernyécsa néven említették.
1851-ben Fényes Elek írta a településről: „Krassó vármegyében, 4 katholikus, 792 óhitü lakossal, anyatemplommal, kevés bortermesztéssel. Birja Jagodics család.”
A trianoni békeszerződés előtt Krassó-Szörény vármegye Oravicabányai járásához tartozott. 1910-ben 1084 lakosából 1010 román, 19 magyar, 35 német volt. Ebből 732 görög keleti ortodox, 296 görögkatolikus, 46 római katolikus volt.

## Források

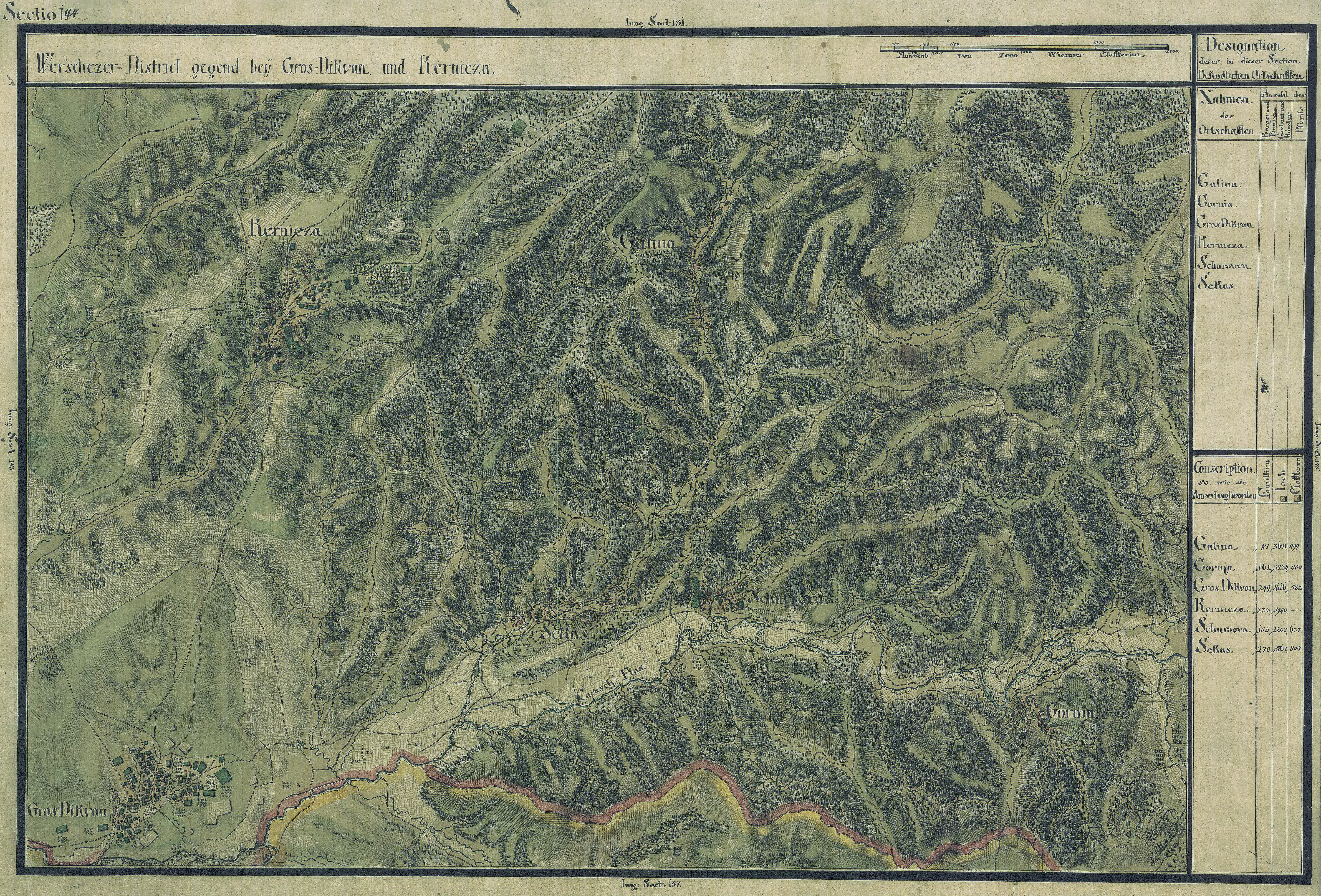
Kernyécsa egy régi térképen